# 日本ストレッチング協会
特定非営利活動法人日本ストレッチング協会（にほんストレッチングきょうかい）は、日本国内においてストレッチを普及することや、その指導者育成を目的とした日本のスポーツ団体。略称はJSA。

## 沿革
- 2005年8月 - 特定非営利活動法人 日本ストレッチング協会設立

## 事業活動
- 指導者育成事業
- 講演会事業
- 資格取得認定事業（認定ストレッチングトレーナー、認定ストレッチングインストラクター）
- 健康増進及びスポーツ障害予防のための教室開催・実技指導事業
- ストレッチ及び健康増進に関わる会報及び出版物発行事業
- ストレッチ及び健康増進に関わる調査研究、情報収集及び提供事業
- 体力増進機器ならびに健康増進グッズの作成・販売事業

## 関連団体
- 日本ストレングス&コンディショニング協会